# Joe Montana's NFL Football
Joe Montana's NFL Football est un jeu vidéo de football américain sorti en 1993 sur Mega-CD. Le jeu a été édité par Sega.